# Ultimul meu tangou (film din 1960)
Ultimul meu tangou (titlul original: în spaniolă Mi último tango) este un film dramatic-muzical spaniol, realizat în 1960 de regizorul Luis César Amadori, protagoniști fiind actorii Sara Montiel, Maurice Ronet, Isabel Garcés și Laura Granados. 

## Rezumat
Marta Andreu, fiica directorului unei companii de operă, visează să poată fi vedeta unui spectacol, deși crede că nu se va întâmpla niciodată. Deocamdată, este doar asistenta Luisei Marival, cea mai mare interpretă a genului. Luisa are contract în Argentina, dar angajatorul ei descurajează călătoria și, pentru a evita un proces pentru încălcarea contractului, Marta se prezintă drept Marival. Dar, la sosirea la Buenos Aires, va fi obligată să continue farsa și are loc marele ei triumf muzical în orașul tangoului. Dar odată cu venirea adevăratei Luisa Marival la Buenos Aires, atmosfera ar putea deveni grea pentru Marta...

## Distribuție
- Sara Montiel – Marta Andreu
- Maurice Ronet – Darío Ledesma
- Isabel Garcés – Clarisa
- Laura Granados – Luisa Marival
- Milo Quesada – Carlos Gardel
- Luisa de Córdoba – Adelina
- Alfonso Godá
- Rafael Bardem – Maestro Andreu, tatăl Martei
- Juan Cortés – Dr. Eladio Ferrer
- María del Puy – o cântăreață
- Josefina Serratosa – o cântăreață
- Mario Morales – jucătorul de cărți
- Manuel Guitián – directorul de scenă
- Teófilo Palou – călătorul
- Antonio Vela – băiatul care dă colivia oarbei Sarita
- Rufino Inglés –

## Coloana sonoră
Melodiile din film, în ordinea prezentată în generic sunt interpretate de Sara Montiel în afară de cele altfel specificate:
- Ay Ba...Ay Ba – muzica: Vicente Lleó, text: Guillermo Perrín și Miguel de Palacios, ași dirijor Gregorio García Segura

- A media luz – muzica: Edgardo Donato, text: Carlos César Lenzi, aranjament și dirijor Gregorio García Segura

- Volver – muzica: Carlos Gardel, text: Alfredo Le Pera, aranjament și dirijor Gregorio García Segura

- Melodía de arrabal – muzica: Carlos Gardel, text: Alfredo Le Pera și Mario Battistella Zoppi, înregistrare cu Carlos Gardel, dublat de actorul Milo Quesada

- Yira...Yira – muzica și textul:  Enrique Santos Discépolo, aranjament și dirijor Gregorio García Segura

- La Maja aristocrática – compusă de Manuel Aniesa și Fermín Butet Gema, aranjament și dirijor Gregorio García Segura

- Maniquí parisien – compusă de Manuel Aniesa și Arcadio Rosés Berdiel, aranjament și dirijor Gregorio García Segura

- Nostalgias – muzica: Juan Carlos Cobián, textul de Enrique Cadícamo, aranjament și dirijor Gregorio García Segura

- Yo te quiero vida mía – compusă de Berosategui și Fernando Moraleda, aranjament și dirijor Gregorio García Segura

- Uno – muzica: Mariano Mores, text de Enrique Santos Discépolo, aranjament și dirijor Gregorio García Segura

- Nada de eso – compusă de Gregorio García Segura și Sara Montiel, aranjament și dirijor Gregorio García Segura